# Dendragama australis
Dendragama australis — вид ігуаноподібних ящірок родини агамових (Agamidae). Ендемік Індонезії.

## Поширення і екологія
Dendragama australis мешкають в горах Барісан на південному заході Суматри. Вони живуть у вологих гірських тропічних лісах. Зустрічаються на висоті від 1464 до 2142 м над рівнем моря. Самиці протягом року відкладають кілька кладок по чотири яйця.